# Liste des maires de Saint-Priest
Pour un article plus général, voir Saint-Priest.
Cet article dresse une liste par ordre de mandat des maires de Saint-Priest.

## De la Révolution française au Premier Empire (1790-1815)
| N° | Nom                   | Début du mandat | Fin du mandat | Durée du mandat | Notes |
| -- | --------------------- | --------------- | ------------- | --------------- | ----- |
| 1  | Étienne Chalmas       | 1790            | 1790          |                 |       |
| 2  | Horace Duc            | 1790            | 1794          |                 |       |
| 3  | Joseph Ginot          | 1794            | 1795          |                 |       |
| 4  | Jean Pagnoud-Chenavas | 1795            | 1795          |                 |       |
| 5  | Pierre Reymond        | 1795            | 1799          |                 |       |
| 6  | Pierre Édouard        | 1799            | 1800          |                 |       |
| 7  | M. Givord             | 1800            | 1800          |                 |       |
| 8  | Étienne Chalmas       | 1800            | 1815          |                 |       |

## Restauration (1815-1830)
| N° | Nom                  | Début du mandat | Fin du mandat | Durée du mandat | Notes |
| -- | -------------------- | --------------- | ------------- | --------------- | ----- |
| 9  | Pierre Reymond       | 1815            | 1816          |                 |       |
| 10 | Jean-Jacques Chalmas | 1816            | 1821          |                 |       |
| 11 | Pierre Reymond       | 1821            | 1830          |                 |       |

## Monarchie de Juillet (1830-1848)
| N° | Nom                  | Début du mandat | Fin du mandat | Durée du mandat | Notes |
| -- | -------------------- | --------------- | ------------- | --------------- | ----- |
| 12 | Pierre Cusin         | 1830            | 1834          |                 |       |
| 13 | Pierre Reymond       | 1834            | 1840          |                 |       |
| 14 | Jean-Baptiste Bavard | 1840            | 1846          |                 |       |
| 15 | Pierre Reymond       | 1846            | 1848          |                 |       |
| 16 | Jean-Baptiste Bavard | 1848            | 1848          |                 |       |

## Seconde République et Second Empire (1848-1870)
| N° | Nom                | Début du mandat | Fin du mandat | Durée du mandat | Notes |
| -- | ------------------ | --------------- | ------------- | --------------- | ----- |
| 17 | Jean Payet-Chavret | 1848            | 1854          |                 |       |
| 18 | Pierre Cusin       | 1854            | 1862          |                 |       |
| 19 | Louis Bonnardet    | 1862            | 1870          |                 |       |

## Troisième République (1870-1940)
| N° | Nom                           | Début du mandat | Fin du mandat   | Durée du mandat | Appartenance politique | Notes |
| -- | ----------------------------- | --------------- | --------------- | --------------- | ---------------------- | ----- |
| 20 | François Reymond              | 1870            | 1874            |                 |                        |       |
| 21 | François Germanet             | 1874            | 1876            |                 |                        |       |
| 22 | François Reymond              | 1876            | 1888            |                 |                        |       |
| 23 | Jean-François Fougères        | 1888            | 1892            |                 |                        |       |
| 24 | François Reymond              | 1892            | 1896            |                 |                        |       |
| 25 | Jean-Baptiste Payet-Maugeron  | 1896            | 1900            |                 |                        |       |
| 26 | Jean-Antoine Barges           | 1900            | 1904            |                 |                        |       |
| 27 | Claude-François Buisson       | 1904            | 1908            |                 |                        |       |
| 28 | Louis Favard                  | 1908            | 1919            |                 |                        |       |
| 29 | Gabriel Payet                 | 1919            | 1925            |                 |                        |       |
| 30 | Pierre Berlioz-Benier         | 1925            | 1929            |                 | PR                     |       |
| 31 | Théophile Argence (1892-1975) | 1929            | 21 juillet 1940 |                 | SFIO                   |       |

## Régime de Vichy (1940-1944)
| N° | Nom                 | Début du mandat | Fin du mandat | Durée du mandat | Appartenance politique | Notes |
| -- | ------------------- | --------------- | ------------- | --------------- | ---------------------- | ----- |
| 32 | Clément Payet-Burin | 21 juillet 1940 | 1945          |                 | EXD                    |       |

## Gouvernement provisoire (1944-1946)
| N° | Nom                 | Début du mandat | Fin du mandat | Durée du mandat | Appartenance politique | Notes |
| -- | ------------------- | --------------- | ------------- | --------------- | ---------------------- | ----- |
| 33 | Ulysse Cœur (-1945) | 1945            | août 1945     |                 | DVG                    |       |

## Quatrième et Cinquième République (depuis 1946)
| N° | Nom                         | Début du mandat  | Fin du mandat    | Durée du mandat  | Appartenance politique | Notes |
| -- | --------------------------- | ---------------- | ---------------- | ---------------- | ---------------------- | ----- |
| 34 | Étienne Vourlat (-1949)     | 1946             | 1949             | 3 ans            | DVG                    |       |
| 35 | Charles Ottina (1902-1974)  | 26 juin 1949     | octobre 1972     | 23 ans et 4 mois | PR / FGDS              |       |
| 36 | Marius Joly                 | octobre 1972     | 20 mars 1977     | 4 ans et 5 mois  | DVG                    |       |
| 37 | Louis Gireau                | 20 mars 1977     | 13 mars 1983     | 5 ans et 11 mois | PS                     |       |
| 38 | Bruno Polga (1935-2016)     | 13 mars 1983     | 29 novembre 2003 | 20 ans et 8 mois | PS                     |       |
| 39 | Martine David (née en 1952) | 29 novembre 2003 | 30 mars 2014     | 10 ans et 4 mois | PS                     |       |
| 40 | Gilles Gascon (né en 1967)  | 30 mars 2014     | en cours         | en cours         | UMP / LR               |       |